# Extremhögern
Extremhögern är en bok av Anna-Lena Lodenius och Stieg Larsson, utgiven på bokförlaget Tiden 1990 (ISBN 91-550-3686-4). Senare kom en reviderad version inför valet 1994 (ISBN 91-550-4048-9).
I tacktalet framgår att boken delvis tillkommit i samarbete med arbetarrörelsen, med hänvisningar till SAP:s dokumentationsavdelning, tidningen Arbetet i Malmö, och Riksförbundet Stoppa Rasismen. Ena författaren, Stieg Larsson, medverkade vid stiftelsen Expo. Andra som bidragit är bland annat Heléne Lööw, internationella organisationer som motarbetar rasism, och journalister i andra länder.

## Innehåll
I boken framförs inledningsvis en distinktion mellan två grupper av högerextremister, nämligen fascister och ultrahöger. Boken handlar huvudsakligen om vad som klassificeras som den förra gruppen, åtminstone vad gäller Sverige. Inledningsvis slår författarna fast att definitionen "högerextremism" har stora brister och det kanske är missvisande för grupper som kallas så, då en del skulle kunna uppfattas som vänstergrupper och en del saknar någon ideologi. Gemensamt är att de i förhållande till den parlamentariska högern är extrema. I boken görs även en distinktion mellan ekonomisk och biologisk rasism: rasism som baseras på ekonomisk grund eller biologisk. Genomgående hänvisas till invandrarfientlighet som kännetecknande för högerextrema grupper.
Första delen beskriver olika grupper i Sverige och deras uppkomst. En stor vikt läggs vid vilka band som finns till andra grupper, ofta härlett till nyckelpersoners förflutna. Andra delen handlar om den internationella scenen, främst den västerländska, där författarna jämför utvecklingen och utreder samband mellan grupper i olika länder. Den tredje delen handlar om politiskt våld, och framhåller att våldsdyrkan är en vanlig företeelse med särskilda tidskrifter som förespråkar våld och rasism, samt att skinheads samarbetar med extremhögern.